# Urotrygon rogersi
Urotrygon rogersi  (лат.) — малоизученный вид рода Urotrygon семейства Urotrygonidae отряда хвостоколообразных. Обитает в тропических водах восточной части Тихого океана от Калифорнии до Эквадора. Встречается на глубине до 30 м. Грудные плавники этих скатов образуют ромбовидный диск, ширина которого превышает длину. Дорсальная поверхность диска окрашена в ровный коричневатый цвет. Хвост оканчивается листовидным хвостовым плавником. В средней части хвостового стебля расположен ядовитый шип. Максимальная зарегистрированная длина 46,2 см. 
Не является объектом целевого лова. В качестве прилова попадается при коммерческом промысле.

## Таксономия
Впервые вид был научно описан в 1895 году. Вид назван в честь учёного-врача Джорджа Уоррена Роджерса, сопровождавшего авторов описания по пути домой из Масатлана, Синалоа, Мексика.

## Ареал
Urotrygon rogersi обитают тропических водах восточной части Тихого океана от Калифорнии до Эквадора. Эти донные рыбы встречаются у берега на мягком грунте на глубине от 2 до 30 м. 

## Описание
Широкие грудные плавники этих скатов сливаются с головой и образуют ромбовидный диск, у молодых скатов ширина диска превышает длину. Передний край диска формирует почти прямую линию. Заострённое мясистое рыло образует тупой угол и выступает за края диска. С возрастом диск удлиняется, а рыло становится более заострённым. Позади глаз расположены брызгальца. На вентральной стороне диска имеется 5 пар жаберных щелей. Небольшие брюшные плавники закруглены. Хвост сужается и переходит в низкий листовидный хвостовой плавник. Длина хвоста немного превышает длину диска. От «затылка» вдоль средней линии диска до хвоста пролегает продольный ряд из 30 шипов. На дорсальной поверхности хвоста в центральной части расположен шип длиной около 2,5 см длиной. Кожа покрыта мелкой чешуёй. Максимальная зарегистрированная длина 46,2 см. Окраска коричневатого или желтоватого цвета без отметин. Вентральная поверхность почти белая.

## Биология
Urotrygon rogersi охотятся в основном на ракообразных, червей, мелких костистых рыб и двустворчатых моллюсков. В поисках добычи они взбаламучивают мягкий грунт грудными плавниками. Подобно прочим хвостоколообразным они размножаются яйцеживорождением. Самки в целом крупнее самцов и растут медленнее. Продолжительность жизни самцов и самок оценивается в 8 и 11 лет соответственно. Этот вид уротригонов растёт сравнительно быстро, к концу первого года жизни скаты достигают 58 % (самки) и 70 % (самцы) от максимальной ширины диска. Самцы и самки становятся половозрелыми при ширине диска 11,5—11,8 см и 11,8—12,3 см соответственно. Длина новорожденных около 7,5—8,2 см. Беременность длится 5—6 месяцев.

## Взаимодействие с человеком
Эти скаты не являются объектом целевого лов. В качестве прилова они попадаются при коммерческом промысле. Пойманных рыб обычно выбрасывают за борт. Иногда их мясо употребляют в пищу. Данных для оценки Международным союзом охраны природы статуса сохранности вида недостаточно
. 